# Nous sommes tous « indésirables »

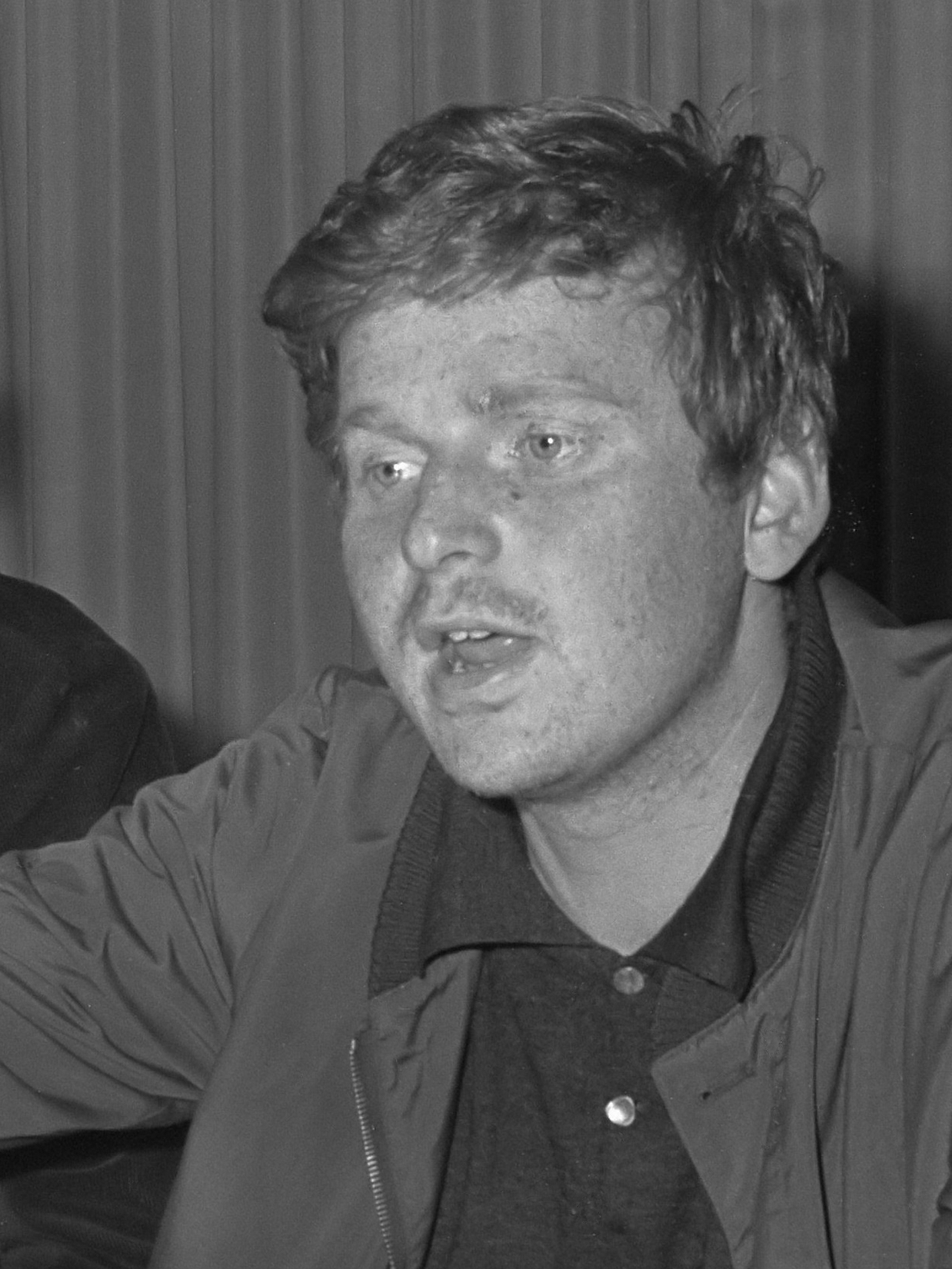
Daniel Cohn-Bendit en 1968.

Nous sommes tous « indésirables », Nous sommes tous des Juifs et des Allemands, ou Nous sommes tous des juifs allemands sont des slogans de Mai 68. Ils font suite aux attaques contre les origines familiales de Daniel Cohn-Bendit, alors porte-parole du Mouvement du 22 Mars.

## Origines

### L'éditorial de l'hebdomadaireMinute
Le 2 mai 1968, l'éditorial de l'hebdomadaire d'extrême droite Minute indique : « Ce Cohn-Bendit, parce qu’il est juif et allemand, se prend pour un nouveau Karl Marx » et « ce Cohn-Bendit doit être pris par la peau du cou et reconduit à la frontière sans autre forme de procès ».
Selon un rapport des renseignents généraux rendu public par L'Express en 2008, l'auteur de l'article, Jean-Marie Le Pen, a demandé juste après la protection de la police[réf. nécessaire].

### L'article du quotidienL'Humanitéle 3 mai
Dans le quotidien du Parti communiste français, L'Humanité, du lendemain 3 mai, Georges Marchais dénonce plus généralement le Mouvement du 22 Mars : « A l'Université de Nanterre, par exemple, on trouve : les "maoïstes", les "Jeunesses communistes révolutionnaires" qui groupent une partie des trotskystes ; le "Comité de liaison des étudiants révolutionnaires", lui aussi à majorité trotskyste ; les anarchistes ; divers autres groupes plus ou moins folkloriques. Malgré leurs contradictions, ces groupuscules – quelques centaines d'étudiants – se sont unifiés dans ce qu'ils appellent "Le Mouvement de 22 Mars – Nanterre" dirigé par l'anarchiste allemand Cohn-Bendit »,.
Des années plus tard, Cohn-Bendit dira : « Georges Marchais qui m’avait traité d’anarchiste allemand faisait jouer la phobie antiboche : les étudiants à Nanterre ont crié ce qu’il n’avait pas osé dire : "juif allemand" ».

### La réaction: manifestation le 22 mai
En réaction, trois semaines plus tard, dans une manifestation le 22 mai 1968 contre l'expulsion de Daniel Cohn-Bendit, fuse le slogan « Nous sommes tous des Juifs allemands »,. Le magazine Paris Match vient alors de publier ses premières photos de Daniel Cohn-Bendit, prises devant un CRS à la Sorbonne.
L'ORTF venait alors de se mettre en grève pour protester contre la censure de deux émissions où étaient interviewés les deux leaders de Mai 68, Jacques Sauvageot (UNEF) et Alain Geismar.
La manifestation donne lieu, lors de sa préparation, à une boutade, dès les premiers mots de la réponse à une question d'un journaliste de l'ORTF, le 22 mai 1968, sous la forme d'une plaisanterie reprenant celle de Jean Yanne au micro de RTL, en répondant du tac au tac Il est interdit d'interdire ! à une question sur l'interdiction éventelle de la manifestation, elle même organisée pour protester contre l'interdiction du territoire français pour le leader politique. 
La question du journaliste portait sur l'éventualité d'une interdiction par la préfecture de police de la manifestation dont le Syndicat des enseignants de l'Université, le SNES Sup, avait déjà  annoncé la tenue lors d'une conférence de presse et qui a lieu dans la soirée. La personne qui répond est Alain Geismar, responsable de ce syndicat. Il rappelle ensuite d'emblée que cette manifestation vise à protester contre la mesure d'interdiction de séjour en France de son ami Daniel Cohn Bendit. 
Alain Geismar veut ainsi interdire une chose très précise : l'interdiction de séjour de Cohn-Bendit. Il rappelle au passage que son syndicat a toujours appelé à des manifestations pacifiques et note qu'au cas où des violences surviendraient les militants étudiants n'en seraient pas la cause.

### L'affiche de Rancillac, jamais aposée sur les murs
L'une des 415 affiches de Mai 1968 répertoriées lors d'une exposition en 2018 par le photographe professionnel Jean-Paul Achard reproduit ensuite ce slogan, avec le visage de Cohn-Bendit, mais sans faire référence à sa nationalité et la religion que lui a attribué le journal Minute. C'est la seule fois, pendant les événements de Mai, qu'une affiche représente un étudiant. 
C'est par ailleurs la seule des 415 affiches recensées de Mai 68 qui n'a jamais été affichée dans la rue par les étudiants.
L'affiche reprend la photo prise de Cohn-Bendit le 6 mai à la Sorbonne par Jacques Haillot, en noir et blanc, pour L'Express

## Commentaire
Pour le chargé de recherche en sociologie Alexander Neumann en 2008 , l'expression utilisée par Georges Marchais dans son article, « L’anarchiste allemand Cohn-Bendit », cela sonne comme une triple infamie : Marginal qui met en danger la République et la classe ouvrière ; boche qui devrait se taire ; étranger porteur d’un nom qui sonne juif.

## Historiographie
Dès la manifestation organisée trois semaines plus tard, le 22 mai, les deux mots du slogan "et des" disparaissent en cours de route pour qu'il devienne plus facile à scander, sous la forme: "Nous sommes tous des juifs allemands". 
C'est aussi le cas dans la chanson de Dominique Grange, militante du mouvement maoïste GP, écrite en 1969, mais qui intègre les deux formulations, avant et après la disparition des deux mots "et des".

## Affiches
Dans le sillage, plusieurs projets d'affiches sont inspirées du slogan de la rue dont : « Nous sommes tous des Juifs et des Allemands »,, puis, après débats, « Nous sommes tous indésirables ».
L'une des 415 affiches de Mai 1968 répertoriées par le photographe professionnel Jean-Paul Achard reproduit alors ce slogan, avec le visage de Cohn-Bendit

## Carte postale
En 1978, l'affiche « Nous sommes tous des Juifs et des Allemands » est rééditée en carte postale par L’atelier Séripo.

## En musique
En 1969, Dominique Grange, alors proche des mao-spontex de la Gauche prolétarienne, reprend le slogan dans le refrain de la chanson La pègre

« Nous sommes tous des dissous en puissance
Nous sommes tous des juifs et des Allemands »

## Postérité
Ce slogan deviendra plus tard celui de la solidarité contre l’exclusion dans d'autres domaines: « Nous sommes tous des enfants d'immigrés », « Nous sommes tous des étrangers », « Nous sommes tous des sans-papiers », etc.